# SRH440
SRH440은 슈어 사에서 2009년 발매한 밀폐형 모니터링 헤드폰이다.

## 같이 보기
- SRH840